# Los extraterrestres
Los extraterrestres è un lungometraggio argentino del 1983 diretto da Enrique Carreras.

## Trama
Un extraterrestre, costretto a un atterraggio di emergenza sulla Terra, viene aiutato da due camerieri di un albergo. Un gruppo di spie cerca di catturare l'alieno.